# Làng nghề Việt Nam
Làng nghề là một đơn vị hành chính cổ xưa mà cũng có nghĩa là một nơi quần cư đông người, sinh hoạt có tổ chức, có kỷ cương tập quán riêng theo nghĩa rộng. Làng nghề không những là một làng sống chuyên nghề mà cũng có hàm ý là những người cùng nghề sống hợp quần thể để phát triển công ăn việc làm. Cơ sở vững chắc của các làng nghề là sự vừa làm ăn tập thể, vừa phát triển kinh tế, vừa giữ gìn bản sắc dân tộc và các cá biệt của địa phương.
Các làng nghề truyền thống hầu hết tập trung ở vùng châu thổ sông Hồng như Hà Nội, Bắc Ninh, Thái Bình, Nam Định... Một số ít rải rác ở các vùng cao và châu thổ miền Trung và miền Nam.

## Hình thành và phát triển
Những phát hiện về khảo cổ học, những cứ liệu lịch sử đã chứng minh được các làng nghề Việt Nam đã ra đời từ hàng ngàn năm trước đây. Cùng với sự phát triển của nền văn minh nông nghiệp, nhiều nghề thủ công cũng đã ra đời tại các vùng nông thôn Việt Nam, ban đầu là những công việc phụ tranh thủ làm lúc nông nhàn, để chế tại những vật dụng cần thiết trong sinh hoạt, phát triển lên thành nhu cầu trao đổi hàng hóa và tìm kiếm thu nhập ngoài nghề nông.
Ngày nay, những làng nghề thuộc các nhóm nghề như mây tre đan, gốm sứ, thêu ren, dâu tơ tằm, sản xuất vật liệu xây dựng, thuộc da, dệt lụa, rèn đúc, sơn mài, nón lá, dệt cói đay đều hoạt động cầm chừng do không còn phù hợp với công nghệ và xu thế ngày nay, giá trị thu nhập mang lại thấp, lao động tham gia giảm dần, có nguy cơ mai một.

## Tiêu chí làng nghề truyền thống
Làng nghề truyền thống đạt 03 tiêu chí sau được quy định tại Thông tư số 116/2006/TT-BNN ngày 18/12/2006 của Bộ Nông nghiệp và Phát triển nông thôn hướng dẫn thực hiện một số nội dung của Nghị định số 66/2006/NĐ-CP ngày 07/7/2006 của Chính phủ về phát triển ngành nghề nông thôn:
a) Nghề đã xuất hiện tại địa phương từ trên 50 năm tính đến thời điểm đề nghị công nhận;
b) Nghề tạo ra những sản phẩm mang bản sắc văn hoá dân tộc;
c) Nghề gắn với tên tuổi của một hay nhiều nghệ nhân hoặc tên tuổi của làng nghề.

## Vai trò
Sản phẩm của các nghề truyền thống được nhìn nhận, đánh giá từ nhiều góc độ của kinh tế xã hội với những giá trị hết sức to lớn và độc đáo. Cũng cần nhận thấy rằng ở thời đại của công nghệ tin học và công nghệ cao khác ngày nay dẫu có phát triển tới đâu cũng không thay thế được sự sáng tạo của các nghệ nhân, nghề truyền thống và giá trị của nhiều nghề truyền thống vẫn còn mãi với thời gian.

### Giá trị kinh tế
Nghề truyền thống đã làm ra các sản phẩm hết sức thiết dụng, độc đáo từ độ vận dụng trong gia đình hàng ngày tới các mặt hàng tinh xảo trong các lễ hội, chùa đình. Hàng vạn thợ giỏi và nghệ nhân đã tạo nên công ăn việc làm trong xã hội và các nghề được truyền lại trong dòng họ, làng xóm hoặc vùng miền, trở thành "Bí quyết" nghề nghiệp qua nhiều đời. Sản phẩm truyền thống không chỉ đem lại giá trị kinh tế trong nước mà còn đem lại giá trị ngoại tệ khi được xuất khẩu ra nước ngoài.

### Giá trị văn hóa – xã hội
Sản phẩm của nghề truyền thống đã thể hiện rõ và bảo tồn được những nét, những sắc thái độc đáo của dân tộc. Những giá trị văn hóa của dân tộc thể hiện tư duy của người Việt triết lý Á Đông, phong tục tập quán đặc sắc, truyền thống dân tộc, phong cách sống... đều được thể hiện qua nét vẽ, hình mẫu, cách trang trí và cấu trúc của sản phẩm. Điều đó chỉ có được ở nghề truyền thống mới lột tả hết giá trị nhân văn, giá trị văn hóa. Những sản phẩm thủ công đều chứa đựng tình cảm, lòng yêu thiên nhiên đất nước qua bàn tay tài hoa của con người. Đây cũng chính là ưu thế của các sản phẩm truyền thống của người Việt khi mở rộng giao lưu trên thị trường quốc tế và mở rộng quan hệ văn hóa, nghệ thuật với các nước trên thế giới.

### Phát triển du lịch
Giữa du lịch làng nghề và làng nghề truyền thống có mối quan hệ chặt chẽ hữu cơ tác động qua lại với nhau. Phát triển du lịch tại các làng nghề truyền thống là một giải pháp hữu hiệu để phát triển kinh tế xã hội ở làng nghề truyền thống nói chung theo hướng tích cực và bền vững. Ngược lại các làng nghề truyền thống cũng tạo nên sức hấp dẫn mới lạ thu hút du khách và có những tác động mạnh mẽ trở lại đối với du lịch trong một mục tiêu phát triển chung.
Các làng nghề truyền thống thường gắn với một vùng nông thôn. Mỗi làng nghề là một môi trường văn hóa, kinh tế - xã hội và kỹ thuật truyền thống lâu đời. Là nơi bảo lưu những tinh hoa nghệ thuật, kỹ thuật sản xuất từ đời này sang đời khác đúc kết ở những nghệ nhân tài hoa. Bên trong các làng nghề thường chứa đựng những nét văn hóa thuần Việt với không gian văn hóa nông nghiệp: Cây đa, giếng nước, sân đình, với những câu hát dân gian, cánh cò trắng, lũy tre xanh... Đằng sau lũy tre làng là những mảng màu trầm mặc, những nét tinh hoa văn hóa của dân tộc, hiền hòa, yên ả khiến cho du khách ghé thăm đều có cảm giác yên lành, thư thái. Có thể nói rằng du lịch làng nghề truyền thống sẽ là địa chỉ lý tưởng để du khách tham quan tìm hiểu các giá trị văn hóa, các phong tục tập quán lễ hội trong điều kiện hiện đại khi mà nền sản xuất công nghiệp khiến môi trường ồn ào đến ghẹt thở. Đặc biệt du khách sẽ không khỏi ngỡ ngàng khi bắt gặp những sản phẩm thủ công độc đáo chỉ có được những người nghệ nhân tài hoa và có thể mua những món đồ lưu niệm tinh tế có một không hai ở các làng quê này.
Ngoài ra làng nghề còn là nơi sản xuất ra những sản phẩm thủ công mỹ nghệ đặc biệt, có giá trị sử dụng và giá trị nghệ thuật cao, đặc trưng cho văn hoá một vùng quê, một dân tộc hiền hoà mà hiếu khách. Du khách đến du lịch làng nghề truyền thống không chỉ thỏa mãn được nhu cầu chiêm ngưỡng tìm hiểu các giá trị văn hóa độc đáo mà còn có dịp mua sắm cho mình hoặc người thân những món đồ thủ công tinh tế, độc đáo, thoả mãn nhu cầu mua sắm lớn của du khách.
Làng nghề truyền thống là tài nguyên du lịch nhân văn góp phần thu hút số lượng lớn khách du lịch, làm cho hoạt động du lịch thêm phong phú đa dạng, tạo nên nhiều lựa chọn hấp dẫn cho du khách.
Ngoài ra du lịch làng nghề truyền thống còn làm đa dạng các sản phẩm du lịch.

## Những đặc điểm sản phẩm
Do đặc tính nông nghiệp và quan hệ làng xã Việt Nam, các ngành nghề thủ công được lựa chọn và dễ phát triển trong quy mô cá nhân rồi mở rộng thành quy mô gia đình. Dần dà, các nghề thủ công được truyền bá giữa các gia đình thợ thủ công, dần được truyền ra lan rộng ra phát triển trong cả làng, hay nhiều làng gần nhau theo nguyên tắc truyền nghề. Và bởi những lợi ích khác nhau do các nghề thủ công đem lại mà trong mỗi làng bắt đầu có sự phân hóa. Nghề đem lại lợi ích nhiều thì phát triển mạnh dần, ngược lại những nghề mà hiệu quả thấp hay không phù hợp với làng thì dần dần bị mai một. Từ đó bắt đầu hình thành nên những làng nghề chuyên sâu vào một nghề duy nhất nào đó, như làng gốm, làng chiếu, làng lụa, làng chạm gỗ, làng đồ đồng...

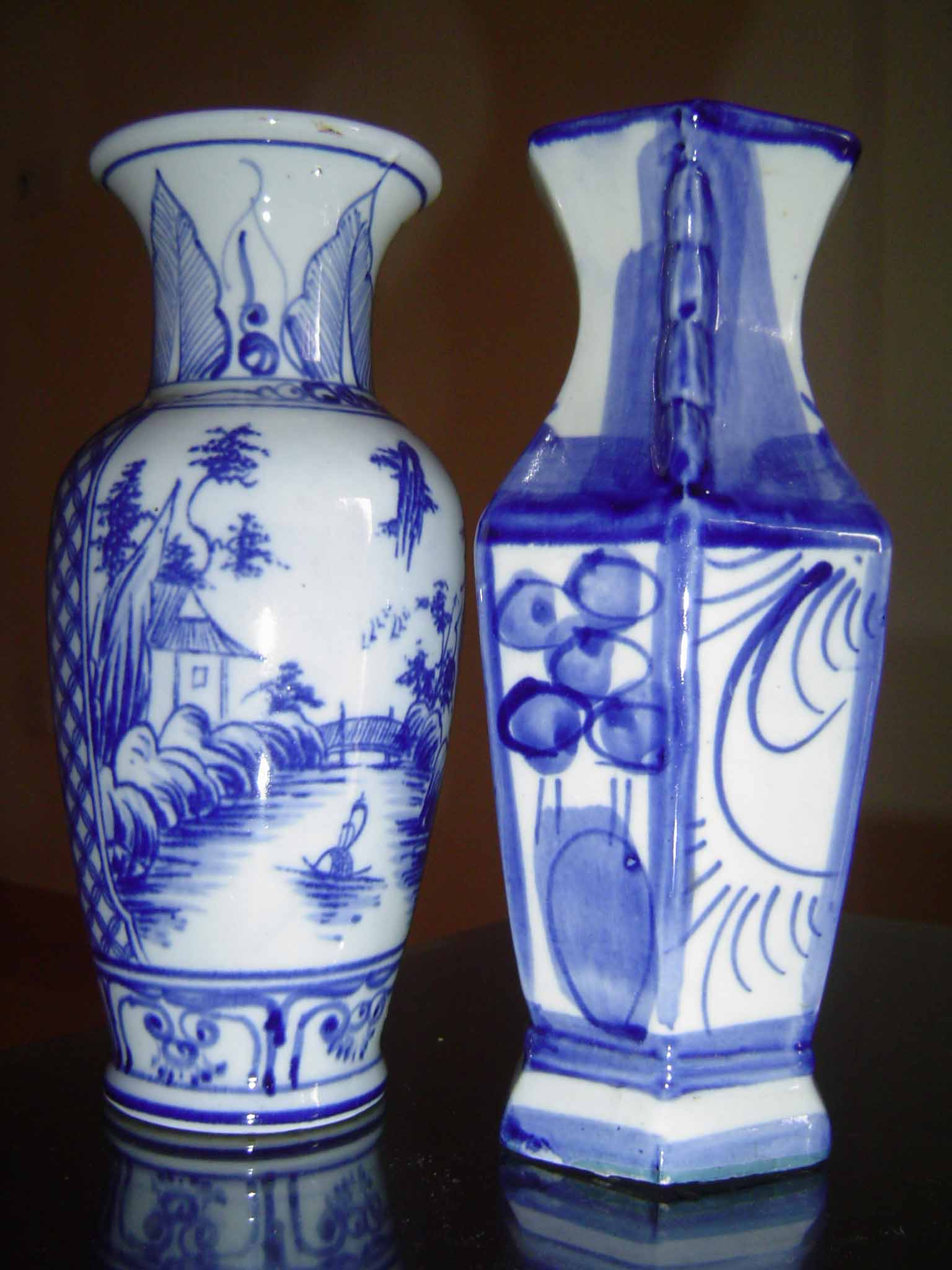
Lọ hoa - Một sản phẩm của Làng nghề Gốm bát Tràng- Hà Nội

Có 12 nhóm sản phẩm thủ công chính ở Việt Nam, bao gồm:
1. Mây tre đan
2. Sản phẩm từ cói và lục bình
3. Gốm sứ
4. Điêu khắc gỗ
5. Sơn mài
6. Thêu ren
7. Điêu khắc đá
8. Dệt thủ công
9. Giấy thủ công
10. Tranh nghệ thuật
11. Kim khí
12. Những sản phẩm thủ công mỹ nghệ khác

## Những làng nghề nổi tiếng
Dù nhiều làng nghề đã biến mất cùng với thời gian, nhưng hiện nay, các con số thống kê cho thấy, Việt Nam còn có gần 2.000 làng nghề thuộc các nhóm nghề chính như: sơn mài, gốm sứ,vàng bạc, thêu ren, mây tre đan, cói, dệt, giấy, tranh dân gian, gỗ, đá...
Một số làng nghề nổi tiếng như:
- Làng gốm Bát Tràng (Gia Lâm, Hà Nội)
- Làng sơn mài Cát Đằng (Ý Yên, Nam Định)
- Làng thêu Văn Lâm, Hoa Lư, Ninh Bình
- Làng tranh Đông Hồ (Thuận Thành, Bắc Ninh)
- Làng đá mỹ nghệ Non Nước (Ngũ Hành Sơn, Đà Nẵng)
- Làng lụa Vạn Phúc (Hà Đông, Hà Nội)
- Làng Cau Cao Nhân (Thủy Nguyên, Hải Phòng)
- Làng đúc Mỹ Đồng (Thủy Nguyên, Hải Phòng)
- Múa rối Nhân Hòa (Vĩnh Bảo, Hải Phòng)
- Làng trống Lâm Yên (Đại Lộc, Quảng Nam)
- Làng gốm Bàu Trúc (Ninh Thuận)
- Làng dệt thổ cẩm Mỹ Nghiệp (Ninh Thuận)

## Trung du và vùng núi phía Bắc

### Hà Giang
- Làng dệt lanh Lùng Tám
- Làng nấu rượu thóc Nàng Đôn
- Làng làm hương Sính Thầu
- Làng chạm bạc người Mông bản Sao La
- Làng may thêu dệt Lũng Hòa A
- Làng đan lát người Cờ Lao bản Mã Trề
- Làng nón hai mê, dệt thổ cẩm Tày Xuân Giang
- Làng bánh chưng gù Ngọc Đường
- Làng hoa cây cảnh Mỹ Tân
- Làng rượu nếp người Tày Quảng Hạ
- Làng bún, bánh phở Tráng Kìm
- Làng kèn người H'Mông Hố Quang Phìn
- Làng chế biến chè shan tuyết Nậm Chàng
- Làng dệt thổ cẩm người Lô Lô bản Lô Lô Chải
- Làng rèn người Dao Sủng Nhỉ B
- Làng dệt vải người Dao thôn Đoàn Kết
- Làng làm hương khu 1 thị trấn Tam Sơn
- Làng dệt thổ cẩm Nùng U xã Nấm Dẩn
- Làng rượu ngô men lá bản Lan
- Làng dệt thổ cẩm người Pà Thẻn Tân Bắc
- Làng giấy bản Dao Thanh Sơn
- Làng rượu ngô hàng mã Thanh Vân
- Làng chế biến chè shan tuyết Quang Sơn
- Làng dệt vải La Chí bản Na Léng
- Làng dệt thổ cẩm Lùng Tao

### Cao Bằng
- Làng đường phên Bó Tờ
- Làng rượu báng Lũng Cải
- Làng miến Án Lại
- Làng dệt thổ cẩm Luống Nọi
- Làng đan lát Hoàng Diệu
- Làng giấy bản Quốc Dân
- Làng ngói máng Lũng Rì
- Làng đan lát Đoàn Côn
- Làng miến Phia Đén
- Làng hương thảo mộc Nà Kéo
- Làng dệt thổ cẩm Lũng Nọi
- Làng hương Phia Thắp
- Làng rèn Phúc Sen

### Lạng Sơn
- Làng cao khô Vạn Linh
- Làng làm hương Gia Cát
- Làng ngói âm dương Quỳnh Sơn
- Làng đan lát Khảo Bàn
- Làng rượu men lá, đan gùi Công Sơn
- Làng đan lồng chim Túng Mẩn
- Làng làm hương Na Phiêng

### Bắc Kạn
- Làng rượu Bằng Phúc

### Tuyên Quang
- Làng chè Đồng Hoan
- Làng chè Vĩnh Tân
- Làng chè Đồng Đài
- Làng chè thôn Cảy
- Làng chè Liên Phương
- Làng chè Yên Thượng
- Làng đan cót Trung Hòa
- Làng bún khô Đà Vị
- Làng ủ men lá Đống Đa
- Làng bánh gai Vĩnh Lộc
- Làng dệt thổ cẩm người Tày Lăng Can

### Quảng Ninh
- Làng đóng thuyền vỏ gỗ Đò Chanh
- Làng bún Hiệp Hòa
- Làng hoa Quảng Mản
- Làng đóng thuyền vỏ gỗ Cống Mương
- Làng gốm Cầu Đất
- Làng bánh tro Phong Cốc
- Làng nước mắm Quan Lạn
- Làng đan ngư cụ Hưng Học

### Bắc Giang
- Làng mộc Đông Thượng
- Làng đan rọ tôm Song Khê
- Làng mây tre đan Tăng Tiến
- Làng chẻ tăm lụa thôn Lực
- Làng giết mổ gia súc Phúc Lâm
- Làng bún Đa Mai
- Làng mộc Mai Đình
- Làng mì gạo, bánh đa Dĩnh Kế
- Làng mộc Bãi Ổi
- Làng hoa cây cảnh Tân Sơn
- Làng giấy dó Trại Cao
- Làng nón Gai Bún
- Làng phế liệu thôn Thuyền
- Làng hương An Lập
- Làng dệt thổ cẩm Khe Nghè
- Làng chổi Đông Am Vàng
- Làng nấu rượu làng Vân Yên Viên
- Làng bánh đa nem Thổ Hà
- Làng mì gạo Chũ Thủ Dương
- Làng mì gạo Châu Sơn

### Thái Nguyên
- Làng mộc Phương Độ
- Làng sinh vật cảnh Gò Móc
- Làng miến rong Việt Cường
- Làng mây tre đan Thù Lâm
- Làng chè xã La Bằng
- Làng tương nếp Úc Kỳ
- Làng mộc Giã Trung
- Làng đào tết Cam Giá
- Làng đan phên Lưu Quang
- Làng chè xã Tân Cương
- Làng đậu phụ An Long
- Làng chế biến bóc gỗ Tân Thành
- Làng dâu tằm Phú Cốc
- Làng chè xã Minh Lập
- Làng mây tre đan Hảo Sơn
- Làng mộc Cẩm Trà
- Làng dệt mành cọ làng Bầng
- Làng chè Song Thái
- Làng bánh chưng Bờ Đậu
- Làng mộc An Châu
- Làng chè xã Tức Tranh
- Làng ngựa bạch làng Phẩm
- Làng mây tre đan Ngọc Lý
- Làng mộc Phú Lâm
- Làng bún bánh Gò Chè

### Phú Thọ
- Làng nón Sai Nga
- Làng ủ ấm Sơn Vi
- Làng sơn đỏ Dị Nậu
- Làng bánh chưng, bánh giầy làng Xốm
- Làng chế biến thực phẩm Đoàn Kết
- Làng mộc Minh Đức
- Làng làm ngư cụ Thao Hà
- Làng xây dựng Hưng Đạo
- Làng hoa đào Nhà Nít
- Làng mây tre đan Đỗ Xuyên
- Làng cá chép đỏ Thủy Trầm
- Làng bún bánh xóm Chùa
- Làng mộc Việt Tiến
- Làng tương Dục Mỹ
- Làng phế liệu Hồng Đà
- Làng chè Đá Hen
- Làng nuôi rắn Tứ Xã
- Làng bún bánh Hà Thạch
- Làng hoa cây cảnh Phương Viên
- Làng mộc Vân Du
- Làng chè Chùa Tà
- Làng tằm lá sắn Thống Nhất
- Làng mộc và đồ mộc Phù Lao
- Làng vàng mã thờ cúng thôn 1 Hiền Đa
- Làng chế biến lâm sản Trại Hái

### Yên Bái
- Làng rượu thóc La Pán Tẩn
- Làng tranh đá quý Lục Yên
- Làng du lịch Ngòi Tu
- Làng dệt thổ cẩm Nghĩa An
- Làng chè xanh Trác Đà
- Làng dệt thổ cẩm Nghĩa An
- Làng cốm Tú Lệ
- Làng chè shan tuyết Suối Giàng
- Làng làm nhà sàn Dao Yên Thành
- Làng dệt thổ cẩm 2 Túc
- Làng đan rọ tôm Phúc An
- Làng rèn đúc Chế Cu Nha
- Làng chế tác đá Cây Mơ
- Làng miến đao Giới Phiên
- Làng dâu tơ tằm Đình Xây
- Làng đan lát Phúc Ninh
- Làng chế tác đá thôn 1 Tân Dĩnh
- Làng đan rọ tôm Cây Tre
- Làng chè bát tiên Trực Thanh
- Làng chế biến quế thôn 3 Đại Sơn
- Làng đan rọ tôm Phan Thanh

### Lào Cai
- Làng rượu ngô Mù Tráng Phìn
- Làng rèn đúc Na Áng B
- Làng đan lát cắt dán hàng mã Bảo Vinh
- Làng nấu rượu Bản Phố 2A
- Làng rượu thóc Nậm Pung
- Làng hương Sán Chải
- Làng may thêu thổ cẩm Nậm Rịa
- Làng nấu rượu người Dao Đỏ San Lùng
- Làng may thêu thổ cẩm Lao Ma Chải
- Làng nấu rượu Pa Dí Cốc Ngài
- Làng chạm bạc Séo Pờ Hồ
- Làng dệt may thổ cẩm Noong Khuấn
- Làng rèn đúc Bản Phố 2B
- Làng mây tre đan Hầu Trư Ngài
- Làng dệt thêu thổ cẩm người H'Mông Cán Chư Sử
- Làng bánh phở đội 1, 2 Nàn Sán
- Làng mây tre đan Na Đẩy
- Làng nấu rượu Sa Pả 9
- Làng miến rong Thành Sơn
- Làng dệt bông vải Nậm Khánh
- Làng tương ớt người Nùng thị trấn Mường Khương
- Làng hương đốt Lùng Thù Thù
- Làng rượu thóc Sim San 1
- Làng chạm bạc Cốc Môi
- Làng chế biến thuốc tắm Tả Phìn

### Lai Châu
- Làng rượu ngô Sùng Chô
- Làng miến Bình Lư bản Thống Nhất
- Làng miến Hoa Lư
- Làng hoa địa lan Sin Suối Hồ
- Làng dệt thổ cẩm người Lự Bản Hon
- Làng bánh dân tộc San Thàng 1

### Điện Biên
- Làng mây tre đan Nà Tấu 1
- Làng dệt thổ cẩm Tà Là Cáo
- Làng bánh khẩu xén, chí chọp Bắc 2
- Làng dệt thổ cẩm người Lào Na Sang
- Làng dệt thổ cẩm du lịch Phăng 3
- Làng mây tre đan Sông Đà
- Làng chè Sín Chải
- Làng thêu ren người Mông Cổng Trời
- Làng mây tre đan Co Đứa
- Làng dệt thổ cẩm Him Lam 2
- Làng dệt thổ cẩm Mường Luân 1
- Làng dệt thổ cẩm Pa Sá Lào
- Làng thêu váy, áo Mông Púng Pá Kha

### Sơn La
- Làng chế biến long nhãn Hải Sơn
- Làng gốm Mường Chanh
- Làng đan lát bản Hùn
- Làng dệt thổ cẩm Chiềng Đông
- Làng chè Tà Xùa
- Làng dệt thổ cẩm bản Áng
- Làng chế biến long nhãn Hồng Nam

### Hòa Bình
- Làng nấu rượu Mai Hạ
- Làng dệt thổ cẩm làng Lục
- Làng dệt thổ cẩm xóm Nhót
- Làng chế tác đá cảnh thôn Sỏi
- Làng dệt thổ cẩm Chiềng Châu
- Làng dệt thổ cẩm Pà Cò
- Làng nấu rượu xóm Đình
- Làng dệt thổ cẩm xóm Cóm
- Làng dệt thổ cẩm và du lịch Bản Lác
- Làng gỗ lũa đá cảnh Lâm Sơn
- Làng mây tre đan xóm Bui

## Đồng bằng sông Hồng

### Hà Nội
- Làng gốm Bát Tràng
- Làng nón Chuông
- Làng hương Quảng Phú Cầu
- Làng thêu ren Quất Động
- Làng bún Phú Đô
- Làng tre trúc Thu Thủy
- Làng dát quỳ vàng bạc, may Kiêu Kỵ
- Làng nón Vĩnh Thịnh
- Làng sơn mài Hạ Thái
- Làng chế biến chè Ba Trại
- Làng tương, làng miến Cự Đà
- Làng giày da Phú Yên
- Làng cơ kim khí Phùng Xá
- Làng miến, bánh đa Minh Khai
- Làng hoa Tây Tựu
- Làng lụa Vạn Phúc
- Làng mây tre đan Phú Vinh
- Làng mộc chạm khắc Sơn Đồng
- Làng may Thượng Hiệp
- Làng cơ khí Thanh Thùy
- Làng chế biến hành tỏi Thuận Quang
- Làng mộc cao cấp Vạn Điểm
- Làng nhiếp ảnh Lai Xá
- Làng thuốc nam thuốc bắc vải Ninh Hiệp
- Làng bánh chưng Tranh Khúc

### Vĩnh Phúc
- Làng gốm Hương Canh
- Làng mộc Thủ Độ
- Làng bún bánh Hòa Loan
- Làng rèn Bàn Mạch
- Làng mộc Yên Lan
- Làng chế tác đá Hải Lựu
- Làng phế liệu Tề Lỗ
- Làng tái chế nhựa Đông Mẫu
- Làng mộc Vĩnh Đoài
- Làng rắn Vĩnh Sơn
- Làng mộc Lũng Hạ
- Làng bông vải sợi thôn Gia
- Làng mộc Vân Giang
- Làng mộc Vĩnh Trung
- Làng mộc Xuân Lan
- Làng cơ khí vận tải thủy Việt An
- Làng mộc Bích Chu
- Làng mây tre đan Triệu Đề
- Làng mộc Văn Hà
- Làng phế liệu Can Bi
- Làng vận tải thủy Sơn Đông
- Làng rắn Hùng Mạnh
- Làng mộc Hợp Lễ
- Làng mây tre đan thôn Mới
- Làng mộc Vĩnh Đông

### Bắc Ninh
- Làng mộc mỹ nghệ Đồng Kỵ
- Làng tranh Đông Hồ
- Làng gò đúc đồng Đại Bái
- Làng gốm Phù Lãng
- Làng bánh cuốn Mão Điền
- Làng rèn sắt thép Đa Hội
- Làng xây dựng, dệt lụa Nội Duệ
- Làng tre trúc Xuân Lai
- Làng trống An Quang
- Làng đậu phụ Trà Lâm
- Làng giấy Phong Khê
- Làng mộc chạm khắc Hương Mạc
- Làng mây tre đan Xuân Hội
- Làng đúc nhôm Mẫn Xá
- Làng bánh tẻ Chờ
- Làng mộc mỹ nghệ Tam Sơn
- Làng nấu rượu Đại Lâm
- Làng mộc mĩ nghệ Phù Khê
- Làng đúc đồng Quảng Bố
- Làng tơ tằm Vọng Nguyệt
- Làng phế liệu Quan Độ
- Làng bún Ném
- Làng vận tải thủy Hoàng Kênh
- Làng hoa Giới Tế
- Làng nem Bùi Xá

### Hưng Yên
- Làng gò đúc đồng Lộng Thượng
- Làng mộc Thụy Lân
- Làng tương Bần
- Làng vận tải, thùng bệ ô tô Trung Hưng
- Làng tái chế chì Đông Mai
- Làng mứt, dược liệu Thiết Trụ
- Làng đồ chơi trung thu thôn Hảo
- Làng mộc Hòa Phong
- Làng tái chế nhựa Minh Khai
- Làng vận tải thủy Nội Lễ
- Làng gốm, làng hoa Xuân Quan
- Làng bóng bì, giò, nem Bình Lương
- Làng chăn ga gối đêm Cốc Khê
- Làng chạm bạc Huệ Lai
- Làng rèn cơ khí Vân Ngoại
- Làng miến Lại Trạch
- Làng mây tre đan Liên Khê
- Làng đậu phụ An Vĩ
- Làng phế liệu điện tử thôn Bùi
- Làng dược liệu Nghĩa Trai
- Làng bún Viên Tiêu
- Làng mộc, rượu, loa, bàn bi a, cơm nắm Lạc Đạo
- Làng đan đó Thủ Sỹ
- Làng tái chế phế liệu Phan Bôi
- Làng hương thôn Cao

### Hải Dương
- Làng thêu ren Xuân Nẻo
- Làng mộc chạm khắc Đông Giao
- Làng cơ khí Tráng Liệt
- Làng mộc Cúc Bồ
- Làng bánh đa Tào Khê
- Làng làm hương Dưỡng Thái Bắc
- Làng vàng bạc Châu Khê
- Làng mộc Lê Xá
- Làng giò chả Tống Buồng
- Làng dệt chiếu Tiên Kiều
- Làng làm lược Vạc
- Làng mộc Trại Như
- Làng làm hương Quốc Tuấn
- Làng gốm Chu Đậu
- Làng vật liệu xây dựng Chí Minh
- Làng chế biến nông sản Mạn Đê
- Làng nấu rượu Phú Lộc
- Làng rèn Đồng Tái
- Làng bánh đa Lộ Cương
- Làng hành An Thủy
- Làng làm giày da Tam Lâm
- Làng bánh đa nướng Đào Lâm
- Làng làm bún Đông Cận
- Làng chạm khắc đá Dương Nham
- Làng hoa Phù Liễn

### Hải Phòng
- Làng vận tải thủy An Lư
- Làng hoa Kiều Trung
- Làng phế liệu Tràng Minh
- Làng đăng đó Tiên Sa
- Làng nước mắm Cát Hải
- Làng mây tre đan Chính Mỹ
- Làng bún, rượu Trịnh Xá
- Làng chế tác đá Khúc Giản
- Làng chiếu cói Lật Dương
- Làng hoa Minh Kha
- Làng làm hương Kiền Bái
- Làng bánh đa Nông Xá
- Làng nem Nam Sơn
- Làng thuốc lào Kiến Thiết
- Làng gốm Dưỡng Động
- Làng cau Cao Nhân
- Làng bánh đa Kênh Giao
- Làng tạc tượng, sơn mài Bảo Hà
- Làng hoa Hạ Lũng
- Làng bánh đa Lạng Côn
- Làng bánh chưng Thủy Đường
- Làng hoa Đặng Cương
- Làng chài Cái Bèo
- Làng con giống rối nước Nhân Mục
- Làng mộc Kha Lâm

### Thái Bình
- Làng dệt chiếu làng Hới
- Làng bánh đa Dụ Đại
- Làng bánh cáy, kẹo lạc làng Nguyễn
- Làng chạm bạc Đồng Xâm
- Làng xây dựng Lộng Khê
- Làng nấu rượu làng Keo
- Làng dệt chiếu An Vũ
- Làng đan mũ Tây An
- Làng mộc mĩ nghệ Tây Lễ Văn
- Làng đóng thuyền gỗ, vận tải Tân Sơn
- Làng dệt vải làng Mẹo
- Làng lưỡi câu, mi giả Cẩn Du
- Làng mộc dân dụng làng Vế
- Làng rèn An Tiêm
- Làng dệt chiếu An Tràng
- Làng bún Ký Con
- Làng mây tre đan Thượng Hiền
- Làng kính Lịch Động
- Làng dệt đũi Nam Cao
- Làng cơ khí Bến Hiệp
- Làng dũa cưa Mê Linh
- Làng thêu Minh Lãng
- Làng xe đay Đào Động
- Làng nón Quảng Nạp
- Làng hương Lai Triều

### Hà Nam
- Làng nón Liêm Sơn
- Làng bánh đa nem làng Chều
- Làng mộc, làng mây tre đan Nhật Tân
- Làng bún Tái Kênh
- Làng mây tre đan Ngọc Động
- Làng dũa cưa Đại Phu
- Làng bánh đa nướng Sở Kiện
- Làng mộc Cao Đà
- Làng chế biến lâm sản thôn Nhất
- Làng dệt thổ cẩm Lạc Nhuế
- Làng bún bánh Cát Lại
- Làng mộc Nhân Khang
- Làng thêu ren Thanh Hà
- Làng trống Đọi Tam
- Làng mộc Yên Mỹ
- Làng nấu rượu Vọc
- Làng bánh chưng làng Đầm
- Làng mộc Công Xá
- Làng đan cót nan Vũ Xá
- Làng nấu rượu Bèo thôn Thượng
- Làng cá kho dệt nhuộm Hòa Hậu
- Làng gốm sứ Quyết Thành
- Làng dệt lụa Nha Xá
- Làng hoa Phù Vân
- Làng sừng mỹ nghệ Đô Hai

### Nam Định
- Làng đúc đồng Vạn Điểm
- Làng phở Giao Cù
- Làng rèn Vân Chàng
- Làng đóng tàu, vận tải thủy Quần Liêu
- Làng rượu Bỉnh Di
- Làng cơ khí, rèn Quang Trung
- Làng gối mây Tiên Hào
- Làng phế liệu Vô Hoạn
- Làng đúc cơ khí Tống Xá
- Làng mộc, đồ cổ Hải Minh
- Làng vận tải thủy Phú An
- Làng chạm khắc gỗ La Xuyên
- Làng sơn mài sơn then Hổ Sơn
- Làng nhựa, đèn ông sao Báo Đáp
- Làng ươm tơ Cổ Chất
- Làng đúc nhôm Hải Vân
- Làng may,chăn ga gối đệm làng Sắc
- Làng khăn xếp Giáp Nhất
- Làng rượu Kiên Lao
- Làng muối Hải Lý
- Làng sơn mài Cát Đằng
- Làng may Vĩnh Trị
- Làng hoa cây cảnh Vị Khê
- Làng thổi thủy tinh Xối Trì
- Làng thêu tranh Phú Nhai

### Ninh Bình
- Làng đóng tàu, vận tải thủy Kênh Gà
- Làng mộc Quỳnh Phong
- Làng xây dựng Bình Hải
- Làng chế biến cói bèo Khánh Hồng
- Làng đào phai Đông Sơn
- Làng đan cót nan Vân Thị
- Làng thêu ren Văn Lâm
- Làng mây tre đan Văn Phú
- Làng bún bánh Yên Thịnh
- Làng cói ở Kim Sơn
- Làng sinh dược xóm 4 Gia Sinh
- Làng chế tác đá Ninh Vân
- Làng mộc Phúc Lộc
- Làng chế biến cói bèo Yên Lâm
- Làng cây cảnh xóm 1 Khánh Thiện
- Làng bún bánh Yên Ninh
- Làng thêu ren Lãng Nội
- Làng du lịch, xây dựng Trường Yên
- Làng hoa Ninh Phúc
- Làng nem Yên Mạc
- Làng gốm Gia Thủy
- Làng gốm Bồ Bát
- Làng mây tre đan Khánh Vân
- Làng ẩm thực Phong An
- Làng rượu Lai Thành

## Duyên hải Bắc Trung Bộ

### Thanh Hóa
- Làng hương Đông Khê
- Làng mây tre đan Hoằng Thịnh
- Làng bánh gai Tứ Trụ
- Làng đan lồng đèn Nghĩa Kỳ
- Làng chiếu cói ở Nga Sơn
- Làng chế tác đá làng Mai
- Làng mộc Đạt Tài
- Làng chè lam Phủ Quảng
- Làng đúc đồng Trà Đông
- Làng dệt nhiễu Hồng Đô
- Làng giò chả nem Đông Hương
- Làng dệt thổ cẩm làng Ngọc
- Làng mộc Hà Vũ
- Làng tương làng Ái
- Làng hương bài Quyết Thắng
- Làng rèn Tất Tát
- Làng kẹo nhãn Lang Chánh
- Làng đá Yên Lâm
- Làng gốm Hợp Tiến
- Làng mộc Đại An
- Làng nước mắm Do Xuyên
- Làng rượu cần Tân Thành
- Làng nón lá Trường Giang
- Làng mật mía Lâm Thành
- Làng trồng hoa đài Quảng Chính

### Hà Tĩnh
- Làng bún Phương Giai
- Làng mộc Phổ Trường
- Làng trống Bắc Thai
- Làng làm hương Báo Ân
- Làng gió trầm, đũa cau Phúc Trạch
- Làng bánh gai làng Khoóng
- Làng hoa cây cảnh Bắc Sơn
- Làng chổi đót Hà Ân
- Làng mộc Thái Yên
- Làng mây tre đan Yên Mỹ
- Làng chiếu cói Nam Sơn
- Làng bánh cu đơ Cầu Phủ
- Làng đóng thuyền Trường Sơn
- Làng xây dựng Đình Hòe
- Làng bún Đại Lự
- Làng rèn Trung Lương
- Làng chằm nón Thống Nhất
- Làng đan lát Nam Giang
- Làng nước mắm Xuân Phú
- Làng kiềng Phú Thượng
- Làng bánh đa, bánh mướt Chợ Cầu
- Làng chằm nón Đan Du
- Làng muối Châu Hạ
- Làng bánh đa nem thôn Bình
- Làng mộc Tràng Đình

### Quảng Bình
- Làng chằm nón lá Vân Lôi
- Làng chạm khắc gỗ Hòa Ninh
- Làng chiếu cói An Xá
- Làng muối Phú Lộc
- Làng hương trầm Quyết Thắng
- Làng nón lá Hà Tiến
- Làng hoa Lý Trạch
- Làng cơ khí rèn đúc Nhân Hòa
- Làng đan lát Diên Trường
- Làng nấu rượu Gia Hưng
- Làng mây tre đan Thọ Đơn
- Làng bó chổi đót Lệ Bình
- Làng bánh tráng Tân An
- Làng chằm nón lá Quy Hậu
- Làng khai thác chế biến hàu Phú Bình
- Làng mây đan lát La Hà
- Làng chế biến mắm Xuân Hòa
- Làng nấu rượu Tuy Lộc
- Làng chế biến hải sản Lý Nhân Nam
- Làng bó chổi đót khu 5 Quảng Phong
- Làng rèn đúc Mai Hồng
- Làng làm nước mắm Bảo Ninh
- Làng đóng tàu thuyền Thượng Đức
- Làng mộc đan lát Xuân Bồ
- Làng chằm nón Thổ Ngọa

### Quảng Trị
- Làng bún Thượng Trạch
- Làng nón Văn Quỹ
- Làng nước mắm Gia Đẳng
- Làng rượu cần Hướng Hiệp
- Làng nón Bố Liêu
- Làng chổi đót Văn Phong
- Làng nước mắm Mỹ Thủy
- Làng ruốc bột Thâm Khê
- Làng thêu ren Hải Tân
- Làng rượu Kim Long
- Làng nước mắm Cửa Tùng
- Làng chổi đót Tân Thành
- Làng đan lát Lan Đình
- Làng bún bánh Cẩm Thạch
- Làng hấp cá Gio Việt
- Làng nón Trà Lộc
- Làng bún Linh Chiểu
- Làng giá đỗ Lam Thủy
- Làng rèn phường 3 Đông Hà
- Làng bánh bèo bánh ướt Phù Lưu
- Làng chè cao vằng Định Sơn
- Làng mứt gừng Mỹ Chánh
- Làng bánh kẹo Triệu Trung
- Làng nước mắm Xuân Ngọc
- Làng bánh ướt, bún Phương Lang

### Thừa Thiên Huế
- Làng mây tre đan Bao La
- Làng đan lưới Vân Trình
- Làng bún bánh Ô Sa
- Làng mai cảnh Thế Chí Tây
- Làng nón lá Mỹ Lam
- Làng hoa giấy Thanh Tiên
- Làng rèn Hiền Lương
- Làng bún tươi Vân Cù
- Làng nón lá Thanh Tân
- Làng dầu tràm Lộc Thủy
- Làng nước mắm Tân Thành
- Làng đệm bàng Phò Trạch
- Làng bánh tét, bánh chưng Phú Dương
- Làng gốm Phước Tích
- Làng mây tre đan Thủy Lập
- Làng bánh tráng, bánh ướt Lựu Bảo
- Làng làm hương Thủy Xuân
- Làng nấm rơm Lê Xá Đông
- Làng chế biến thủy hải sản Phụ An
- Làng rèn Cầu Vực
- Làng điêu khắc gỗ Mỹ Xuyên

## Duyên hải Nam Trung Bộ

### Đà Nẵng
- Làng hoa Dương Sơn
- Làng chạm khắc đá Non Nước
- Làng nước mắm Nam Ô
- Làng đan lát Yến Nê
- Làng bánh tráng Túy Loan
- Làng bánh khô mè Quan Châu
- Làng đá chẻ Hòa Sơn
- Làng chiếu Cẩm Nê
- Làng bánh khô mè Cẩm Lệ

### Quảng Nam
- Làng mộc Kim Bồng
- Làng phở sắn Đông Phú
- Làng mây tre đan Tam Vinh
- Làng đúc đồng Phước Kiều
- Làng chổi đót Chiêm Sơn
- Làng bún Phương Hòa
- Làng dệt Mã Châu
- Làng chiếu cói Thạch Tân
- Làng rau Trà Quế
- Làng làm hương Quán Hương
- Làng nước mắm Cửa Khe
- Làng dệt thổ cẩm Zara
- Làng gốm Thanh Hà
- Làng bánh in An Lạc
- Làng đan võng ngô Cù Lao Chàm
- Làng chằm nón Quế Minh
- Làng bánh tráng Phú Triêm
- Làng chiếu chẻ Triêm Tây
- Làng đèn lồng Hội An
- Làng nước mắm Tam Thanh
- Làng cào hến Tân Phú
- Làng chiếu Bàn Thạch
- Làng dó trầm hương Quế Trung
- Làng mộc Văn Hà
- Làng trống Lâm Yên

### Quảng Ngãi
- Làng cây cảnh Xuân Vinh
- Làng chế biến hải sản Đức Lợi
- Làng chổi đót Đại An Đông
- Làng bún Nghĩa Mỹ
- Làng gốm Phổ Khánh
- Làng dệt thổ cẩm làng Teng
- Làng bò khô phường Nguyễn Nghiêm
- Làng hoa Nghĩa Hiệp
- Làng bún bánh tráng Hiệp Phổ Trung
- Làng đường kẹo Nghĩa Lộ
- Làng mộc, bánh nổ Điền Trang
- Làng gốm Mỹ Thiện
- Làng chế biến hải sản Thạch Bi
- Làng rèn xóm 6 Minh Khánh
- Làng nem chả phường Lê Hồng Phong
- Làng chổi đót Phổ Phong

### Bình Định
- Làng nón ngựa Phú Gia
- Làng bún bánh An Phong
- Làng đậu khuôn Vạn Thuận
- Làng dệt chiếu Hoài Châu Bắc
- Làng gốm Vân Sơn
- Làng dệt thổ cẩm làng Giọt
- Làng mai cảnh Háo Đức
- Làng rèn Tây Phương Danh
- Làng se dây dừa Chánh Khoan Đông
- Làng bún số 8 Tăng Long 1
- Làng tăm nhang Bả Canh
- Làng bánh ướt, bánh hỏi Nhơn Thuận
- Làng nón lá Thuận Hạnh
- Làng cốm nếp An Lợi
- Làng bánh tráng Kiên Long
- Làng đúc kim loại Bằng Châu
- Làng thảm xơ dừa Tam Quan
- Làng chiếu cói Lạc Điền
- Làng bánh tráng Trường Cửu
- Làng hoa kiểng Bình Lâm
- Làng rượu Bàu Đá
- Làng đan tre Vĩnh Nhơn
- Làng bún khô, bánh tráng An Thái
- Làng tiện gỗ mỹ nghệ Nhơn Hậu
- Làng bún tươi Ngãi Chánh

### Phú Yên
- Làng bánh tráng Hòa Đa
- Làng gốm Trường Thịnh
- Làng muối Tuyết Diêm
- Làng nước mắm Long Thủy
- Làng dâu tằm Mỹ Thạnh Tây
- Làng rượu Quán Đế
- Làng hấp sấy cá Xuân Hòa
- Làng nước mắm làng Yến
- Làng thúng chai Phú Mỹ
- Làng chiếu cói Phú Tân
- Làng mây tre đan Phước Nông
- Làng bún Định Thành
- Làng mây tre đan Hòa An
- Làng nước mắm Gành Đỏ
- Làng hấp sấy cá Mỹ Quang
- Làng chổi đót Mỹ Thành
- Làng đan lát Vinh Ba
- Làng gốm Quảng Đức
- Làng bánh tráng Đông Bình
- Làng mộc đan lát Vĩnh Phú
- Làng dệt thổ cẩm Xí Thoại
- Làng cốm Phong Hậu
- Làng hoa cây cảnh Liên Trì 1
- Làng nước mắm Tiên Châu

### Khánh Hòa
- Làng đan giỏ Suối Cát
- Làng bún Phú Lộc Đông
- Làng dệt chiếu cói Mỹ Trạch
- Làng gốm Lư Cấm
- Làng bánh tráng xóm Rượu
- Làng soi trầm hương Phú Hội 1
- Làng hoa cúc Ninh Giang
- Làng dệt chiếu cói Thủy Tú
- Làng chế tác đá Phong Phú 1
- Làng đúc đồng Phú Lộc Tây

### Bình Thuận
- Làng bánh tráng Phú Long
- Làng nghề dệt thổ cẩm La Dạ
- Làng nghề mía đường Tân Phúc
- Làng bánh tráng Chợ Lầu
- Làng hoa Tiến Lợi
- Làng chế biến hải sản Phú Hài
- Làng dệt thổ cẩm Phan Thanh
- Làng đan lát Đông Hà
- Làng gốm gọ Bình Đức

## Tây nguyên

### Gia Lai
- Làng đan lát Nglơm Thung
- Làng dệt thổ cẩm Nghe Lớn
- Làng dệt thổ cẩm làng Phung
- Làng mây tre đan Nhang Lớn
- Làng mây tre đan Hà Tiên
- Làng dệt thổ cẩm Ia Ka
- Làng mộc Hải Yang

### Đăk Lăk
- Làng bánh tráng thôn 5, 6, 7 Ea Bar
- Làng gốm Yang Tao
- Làng rượu men lá Ea Tam

### Đăk Nông
- Làng dệt thổ cẩm, rượu cần Đăk Nia

### Lâm Đồng
- Làng nhẫn bạc Chu Ru bản Ma Đanh
- Làng hoa Thái Phiên
- Làng dệt thổ cẩm Đam Pao
- Làng dâu tơ tằm Đông Anh 3
- Làng hoa Van Thành
- Làng dệt thổ cẩm buôn Ka Tung
- Làng hoa Hà Đông
- Làng hoa Đa Thiện
- Làng đan lát thôn Duệ
- Làng rượu cần Bon Lang Biang
- Làng tre tầm vông Tố Lan
- Làng gốm Chu Ru bản Krăng Gọ
- Làng dệt thổ cẩm Đồng Nai Thượng
- Làng hoa Xuân Thành
- Làng dệt thổ cẩm K'Long
- Làng dâu tơ tằm Đông Anh 5
- Làng dâu tơ tằm thôn 1,2,3 Đạ Kho
- Làng rượu cần K'Ming

## Đông Nam Bộ

### Đồng Nai
- Làng trầm hương Phú Trung
- Làng miến Kẻ Sặt
- Làng đá Bửu Long
- Làng gỗ mỹ nghệ Bình Minh
- Làng đúc gang Thạnh Phú
- Làng chổi đót Phú Trung
- Làng gốm Tân Vạn
- Làng mía đường Bình Lợi
- Làng bún khô Trung Nghĩa
- Làng nấm Bảo Quang
- Làng trầm hương Phú Sơn

### Bà Rịa Vũng Tàu
- Làng rượu Hòa Long
- Làng bánh tráng An Ngãi
- Làng muối Long Điền
- Làng đá Tân Phước
- Làng bánh hỏi An Nhứt
- Làng hoa, làng rau Kim Dinh
- Làng bún Long Kiên

### Bình Dương
- Làng gốm Lái Thiêu
- Làng chạm trổ, điêu khắc gỗ Thủ Dầu Một
- Làng sơn mài Tương Bình Hiệp
- Làng điêu khắc chạm gỗ An Thạnh
- Làng gốm Tân Phước Khánh
- Làng mây tre đan Tân Uyên
- Làng nhang Dĩ An

### Tây Ninh
- Làng mộc Hiệp An
- Làng bánh tráng Lộc Du
- Làng đúc gang Trường Thọ
- Làng mộc phường 4 Tây Ninh
- Làng mây tre đan An Hòa
- Làng bánh tráng Cây Trắc
- Làng nem chay Hiệp Nghĩa
- Làng bột khoai Long Thành Nam
- Làng rèn Lộc Trát
- Làng chằm nón lá An Phú
- Làng mây tre Long Bình
- Làng nhang Long Tân
- Làng chằm nón lá Ninh Sơn
- Làng mây tre nứa Long Kim
- Làng bánh tráng Cây Xoài
- Làng gò nhôm Hiệp Lễ

### Bình Phước
- Làng dệt thổ cẩm M'nông Bù Gia Mập

## Đồng bằng sông Cửu Long

### Long An
- Làng mộc làm trống Bình An
- Làng chiếu Long Cang
- Làng bánh in Long Hựu Đông
- Làng nón lá An Hiệp
- Làng rèn Nhị Thành
- Làng đan cần xé Hòa Hiệp 1
- Làng làm lạp xưởng Yên Trị
- Làng mây tre đan Bến Long
- Làng bánh in Long Hựu Tây
- Làng dệt chiếu Nhật Tảo
- Làng chạm bạc Thuận Tây 1
- Làng đóng xuồng ghe Tân Quang 1
- Làng bánh tráng Nhơn Hòa

### An Giang
- Làng đan đệm bàng Ba Chúc
- Làng dập chuột An Châu
- Làng lợp lươn Cần Đăng
- Làng đan lát Mỹ An
- Làng lụa Tân Châu
- Làng đường thốt nốt An Phú
- Làng bó chổi cọng dừa Vĩnh Chánh
- Làng nướng uốn tầm vông Lương Phi
- Làng gốm Chăm Phnôm Pi
- Làng vẽ tranh kiếng chợ Bà Vệ
- Làng gạch ngói Bình Mỹ
- Làng se nhang Bình Đức
- Làng bánh phồng Phú Mỹ
- Làng dây keo Mỹ Hội Đông
- Làng may mùng mền Bình Hòa
- Làng dệt thổ cẩm Châu Phong
- Làng làm cà ràng Phú Thọ
- Làng bó chổi bông sậy Cồn Nhỏ
- Làng mắm Châu Đốc
- Làng hoa An Thạnh
- Làng dệt thổ cẩm Văn Giáo
- Làng chằm nón lá Hội An
- Làng lưỡi câu Mỹ Hòa
- Làng đóng xuồng ghe Mỹ Hiệp
- Làng mộc Chợ Thủ

### Đồng Tháp
- Làng chiếu Định Yên
- Làng cá khô Phú Thọ
- Làng đan cần xé Tân An
- Làng thớt An Hòa
- Làng chổi lông gà Bình An
- Làng bột Phú Hòa
- Làng hoa giấy Tân Thuận A
- Làng hoa giấy Tân Thuận B
- Làng bột Tân Thuận
- Làng bột Phú Long
- Làng đan bội Hưng Lợi Đông
- Làng đan lục bình Nhị Mỹ
- Làng đóng xuồng ghe Bà Đài
- Làng hoa Tân Quy Đông
- Làng nem ở Lai Vung
- Làng đan lọp Hòa Long
- Làng bánh tráng Tân Phước
- Làng đan lưới Nhơn Hưng
- Làng bột Phú Thuận
- Làng bột khóm 2, phường 2 Sa Đéc
- Làng đan rổ, thúng Vĩnh Lợi
- Làng đan cần xé Tân Khánh
- Làng đan mê bồ Mỹ Trà
- Làng dệt choàng Long Khánh A
- Làng đan thảm lục bình ấp 4 Mỹ Hiệp

### Tiền Giang
- Làng bánh tráng Hậu Thành
- Làng bó chổi que dừa Vĩnh Hựu
- Làng tủ thờ Gò Công ấp Ông Non
- Làng đan bàng Tân Hòa Thành
- Làng đan lát mĩ nghệ bàng buông Tân Lý
- Làng bánh phồng Cái Bè
- Làng nón lá buông Thân Cửu Nghĩa
- Làng mứt dừa ấp Hòa Phú
- Làng bún bánh hủ tiếu Mỹ Tho xã Mỹ Phong
- Làng kim hoàn ấp Tân Thanh
- Làng bó chổi que dừa Giồng Keo
- Làng lạp xưởng Bình Đông
- Làng dệt chiếu Long Định
- Làng mai nu Thanh Nhựt
- Làng bó chổi que dừa Hòa Định
- Làng chế biến cá Vàm Láng

### Bến Tre
- Làng bánh tráng Mỹ Lồng
- Làng làm muối Bảo Thạnh
- Làng đan lát Phước Tuy
- Làng hoa kiểng Vĩnh Thành
- Làng kẹo dừa phường 7, tp Bến Tre
- Làng chỉ xơ dừa Khánh Thạnh Tân
- Làng lu đất Hòa Lợi
- Làng rượu, đan lát Phú Lễ
- Làng hoa kiểng Long Thới
- Làng đan giỏ cọng dừa Hưng Phong
- Làng dệt chiếu lát Nhơn Trạch
- Làng chế biến cá khô An Thủy
- Làng cây giống, hoa kiểng Thạnh Ngãi
- Làng dệt chiếu An Hiệp
- Làng chỉ xơ dừa An Thạnh
- Làng muối Thạnh Phước
- Làng kìm kéo Mỹ Thạnh
- Làng cây giống, hoa kiểng Thanh Tân
- Làng đan giỏ cọng dừa Phước Long
- Làng bánh phồng Phú Ngãi
- Làng hoa kiểng cây giống Phú Sơn
- Làng dệt chiếu cói Thành Thới B
- Làng làm cá khô, đóng xuồng ghe Bình Thắng
- Làng bó chổi An Hòa
- Làng bánh phồng Sơn Đốc Hưng Nhượng

### Vĩnh Long
- Làng tàu hũ ky Mỹ Hòa
- Làng đan rổ rá ấp Vườn Cò
- Làng gạch ngói Mỹ An
- Làng gạch ngói Nhơn Phú
- Làng gạch ngói Mỹ Phước
- Làng bánh tráng ấp Tường Lễ
- Làng bầu cây giống ấp Nhứt
- Làng đan cần xé phường 2 Vĩnh Long
- Làng bánh tráng Cù Lao Mây
- Làng trồng, se lõi lác ấp Thành Đông
- Làng trồng, se lõi lác ấp Đại Hòa
- Làng trồng, se lõi lác ấp Bình Thủy
- Làng trồng, se lõi lác ấp Phước Bình
- Làng trồng, se lõi lác ấp Đại Nghĩa
- Làng chằm nón khóm 6 thị trấn Long Hồ
- Làng đan lục bình Ngãi Tứ
- Làng hoa mai Phước Định
- Làng gạch ngói Hòa Tịnh
- Làng gạch ngói An Phước
- Làng gạch ngói Chánh An
- Làng mứt me Cái Vồn
- Làng dưa cải chua ấp Tân Định
- Làng đan lục bình ấp An Hòa A
- Làng đan lục bình ấp An Hòa B
- Làng gạch ngói Thanh Đức

### Trà Vinh
- Làng dệt chiếu Hàm Tân
- Làng khai thác chế biến thủy hải sản Mỹ Long
- Làng bánh tét Trà Cuôn
- Làng đan lát thủ công Hưng Mỹ
- Làng chế biến thủy hải sản xóm Đáy
- Làng đan lát Lương Hòa
- Làng hoa kiểng Long Bình
- Làng đan lát thủ công Đức Mỹ
- Làng nấu rượu Xuân Thạnh
- Làng đan lát thủ công Đại An
- Làng bó chổi Tân Thành Đông
- Làng đan lát, đồ gia dụng Hàm Giang
- Làng hoa kiểng Vĩnh Yên

### Cần Thơ
- Làng bánh tráng, ươm giống Thuận Hưng
- Làng hoa kiểng Phó Thọ Bà Bộ
- Làng bánh kẹo Ba Rích
- Làng chằm nón lá Thới Tân A
- Làng hoa Tân Long A
- Làng hủ tiếu Cái Răng
- Làng đan lưới Thơm Rơm
- Làng chiếu Cái Chanh
- Làng cơm rượu Trung Thạnh
- Làng hoa Thới Nhựt
- Làng đan lát Yên Hạ
- Làng đan lọp Thới Long

### Hậu Giang
- Làng trầu ấp 5 xã Vị Thủy
- Làng bó chổi Tầm Vu 1
- Làng hoa, ươm cây Xáng Mới
- Làng hầm than gỗ Phú Tân
- Làng đan lục bình ấp 10 Vị Thắng
- Làng đan cần xé khu 6 Ngã Bảy
- Làng hầm than gỗ Tân Thành
- Làng đan mê bồ ấp 4 Long Trị A
- Làng vót đũa Phụng Sơn B
- Làng lò rèn Tân Quới Lộ

### Kiên Giang
- Làng vót đũa, bó chổi Bàn Tân Định
- Làng đan lục bình xã Vĩnh Thắng
- Làng đan cỏ bàng Phú Mỹ
- Làng nấu rượu Kinh 5 Tân Hiệp A
- Làng bánh tráng Thạnh Hưng
- Làng lò rèn Gò Đất
- Làng mộc điêu khắc Vĩnh Hòa Hưng Bắc
- Làng đan lục bình Ruộng Sạ 2
- Làng nồi đất Đầu Doi
- Làng mắm cá Thuận Yên
- Làng dệt chiếu, chổi cọng dừa Vĩnh Tuy
- Làng tôm khô Đông Hưng A
- Làng đất nung, chẻ đá Thổ Sơn
- Làng chằm nón xã Thạnh Đông A
- Làng đan chắp lưới Bình Sơn
- Làng bánh hoa mai Vĩnh Hòa
- Làng đan ghế dây nhựa Vĩnh Phong
- Làng kẹo chuối xã Vĩnh Thuận
- Làng dệt chiếu Tà Niên
- Làng đan cỏ bàng Phú Lợi
- Làng làm bánh phồng Phước Đạt
- Làng đan lục bình Hòa Hưng Bắc
- Làng mộc ấp 11 Đông Hưng B
- Làng chế biến khóm Tắc Cậu
- Làng mắm cá lưỡi trâu, cá khô sặc rằn Thạnh Yên

### Bạc Liêu
- Làng đan lát ấp Mỹ 1
- Làng muối Đông Hải xã Long Điền Tây
- Làng muối Đông Hải xã Điền Hải
- Làng muối Đông Hải xã Long Điền Đông
- Làng bó chổi cọng dừa ấp Ninh Thạnh 1
- Làng mộc ấp Ninh Thạnh 2
- Làng đan lát Ninh Thạnh Lợi A
- Làng rèn, dệt chiếu, bánh tráng Ngan Dừa
- Làng muối Vĩnh Thịnh

### Cà Mau
- Làng khô sặc bổi ấp 3 Trần Hợi
- Làng ruốc khô ấp Mỹ Bình
- Làng dệt chiếu ấp Tân Khánh
- Làng chế biến khô ấp Kinh Hòn
- Làng đan lưới lờ Khánh Bình Đông
- Làng khô khoai Rạch Tàu Đông
- Làng đan lát xã Nguyễn Phích
- Làng ép chuối khô ấp 10 Trần Hợi
- Làng khô thủy hải sản Cái Đôi Vàm
- Làng ruốc khô Cái Nước Biển
- Làng phồng tôm, mắm tôm Hàng Vịnh
- Làng dệt chiếu Tân Thành
- Làng gác kèo ong ở U Minh Hạ
- Làng dưa bồn bồn ấp Đông Hưng
- Làng ba khía, khô, mắm Rạch Gốc
- Làng muối Lưu Hòa Thanh
- Làng khô bổi Đá Bạc A
- Làng khô hải sản Sông Đốc
- Làng đan lát ấp Lê Giáo
- Làng nấu rượu ấp 9 Tân Lộc
- Làng nuôi cá chình, bống tượng ấp 3, 4, 6 xã Tân Thành.